# Walter Daniel Benítez
Walter Daniel Benítez (Gral. José de San Martín, Chaco, 20 de enero de 1993) es un futbolista argentino que se juega como guardameta en el Crystal Palace Football Club, de la Premier League de Inglaterra. Es internacional con la selección de fútbol de Argentina.

## Trayectoria

### Quilmes
Se formó como arquero en las divisiones menores de Quilmes. Marcelo Pontiroli ha trabajado mucho en su crecimiento como profesional.  Fue arquero titular del Seleccionado Argentino sub-20 en el Sudamericano del año 2013. Debutó en el Torneo Final 2014 de la mano de Ricardo Caruso Lombardi ante Vélez Sarsfield en el Amalfitani, donde tuvo una buena actuación y se quedó con el puesto hasta el final del Torneo, que precisamente se cerró con la permanencia del cervecero en Primera División.

### Niza
Clubes de la talla de Boca e Independiente pujaron por él, pero desde su corta experiencia en Quilmes decidió pegar el salto directo rumbo a Europa con apenas 23 años y un puñado de presentaciones como profesional. En junio del año 2016 se transforma en nuevo refuerzo del Niza, pero su debut tardó en llegar debido a una pequeña fractura que arrastraba en su tibia derecha. El 15 de enero de 2017 debuta oficialmente en el empate sin goles frente al Metz, coronando una aceptable actuación. Un año más tarde, Benítez logra ganarle el puesto a Yoan Cardinale y se consolida como el arquero titular del equipo.
Lo comparan con los mejores de esa competencia, jugadores experimentados de la talla de Gianlugi Buffon o jóvenes promesas como Mike Maignan. Benítez mejoró la performance de todos ellos: es el único que logró sostener su valla invicta en 10 presentaciones.
En junio de 2022, después de seis años en Francia, llegó libre al PSV Eindhoven, equipo con el que firmó hasta 2025.

### PSV Eindhoven
El 28 de junio de 2022, Walter Benítez fue anunciado como nuevo arquero del PSV Eindhoven de los Países Bajos, firmando un contrato por cuatro temporadas tras su salida del OGC Niza.
Benítez debutó oficialmente el 30 de julio de 2022 en la Supercopa de los Países Bajos, donde el PSV derrotó por 5-3 al Ajax, consiguiendo su primer título con el club. Durante la temporada, fue titular habitual tanto en la Eredivisie como en las competencias europeas, registrando un total de 42 apariciones. El 30 de abril de 2023, obtuvo su segundo título con el club tras consagrarse campeón de la Copa de los Países Bajos, nuevamente venciendo al Ajax, esta vez por penales.
Consolidado como el arquero titular, Benítez tuvo una destacada actuación a lo largo de la campaña. Participó en 33 encuentros de liga, en los que solo recibió 20 goles y mantuvo la valla invicta en al menos 18 partidos. El PSV se proclamó campeón de la Eredivisie, asegurando el título en la ultima jornada contra el Sparta Rotterdam. Benítez fue una de las figuras del equipo y cerró la temporada con otro título de liga.

### Crystal Palace
El 23 de junio de 2025 fue anunciado como refuerzo del Crystal Palace, Benitez llegaría en el mercado invernal.

## Selección nacional
En diciembre de 2012, Marcelo Trobbiani lo confirmó en la lista de jugadores de la selección argentina sub-20 para disputar el Sudamericano Sub-20.
Estuvo a punto de ingresar en la delegación nacional que participó de los Juegos Olímpicos de Río en 2016, pero una lesión lo marginó.
Si bien, debido a que tras esos Juegos Olímpicos todavía no había sido convocado para el seleccionado mayor argentino, existió la posibilidad de recibir la convocatoria para integrar la selección de fútbol de Paraguay (fue sondeado por el entonces entrenador Guillermo Barros Schelotto), ya que en su genealogía figuran raíces paraguayas. Al mismo tiempo, debido a su tiempo de residencia y de haber obtenido la ciudadanía, también contó con la posibilidad de recibir convocatoria para integrar el seleccionado francés. Finalmente el 27 de mayo de 2023, el seleccionador Lionel Scaloni, lo convocó para una gira que tuvo la Selección Argentina en el continente asiático, donde el combinado enfrentó en partidos amistosos a las selecciones de Australia e Indonesia. Pese a que se incorporó al banco de suplentes en reemplazo de Franco Armani, en ninguno de los dos encuentros tuvo minutos de juego.
Finalmente, en marzo de 2024 volvió a ser convocado por Scaloni para una gira por Estados Unidos, que incluyó partidos contra los seleccionados de El Salvador y Costa Rica. Precisamente contra esta última selección, Benítez debutó como titular el 27 de marzo, disputando todo el cotejo. Si bien recibió un gol a los 34' del primer tiempo, cumplió una buena actuación, al igual que el resto del equipo que terminó imponiéndose por 3-1. De esta manera, Benítez quedó definitivamente ligado a la selección de su país de origen.

### Participaciones con la selección
| Torneo                   | Sede      | Resultado    | Part. | G. R. |
| ------------------------ | --------- | ------------ | ----- | ----- |
| Sudamericano Sub-20 2013 | Argentina | Primera fase | 3     | 5     |

## Estadísticas

### Clubes
Actualizado de acuerdo al último partido jugado el 18 de mayo de 2025.
| Club                            | Div.          | Temporada     | Liga  | Liga  | Liga  | Copas nacionales | Copas nacionales | Copas nacionales | Torneos internacionales | Torneos internacionales | Torneos internacionales | Total | Total | Total |
| Club                            | Div.          | Temporada     | Part. | G. R. | V. I. | Part.            | G. R.            | V. I.            | Part.                   | G. R.                   | V. I.                   | Part. | G. R. | V. I. |
| ------------------------------- | ------------- | ------------- | ----- | ----- | ----- | ---------------- | ---------------- | ---------------- | ----------------------- | ----------------------- | ----------------------- | ----- | ----- | ----- |
| Quilmes A. C. Argentina         | 1.ª           | 2013-14       | 6     | 7     | 3     | —                | —                | —                | —                       | —                       | —                       | 6     | 7     | 3     |
| Quilmes A. C. Argentina         | 1.ª           | 2014          | 14    | 22    | 2     | —                | —                | —                | —                       | —                       | —                       | 14    | 22    | 2     |
| Quilmes A. C. Argentina         | 1.ª           | 2015          | 21    | 20    | 10    | 3                | 1                | 2                | —                       | —                       | —                       | 24    | 21    | 12    |
| Quilmes A. C. Argentina         | 1.ª           | 2016          | 7     | 15    | 1     | —                | —                | —                | —                       | —                       | —                       | 7     | 15    | 1     |
| Quilmes A. C. Argentina         | Total club    | Total club    | 48    | 64    | 16    | 3                | 1                | 2                | 0                       | 0                       | 0                       | 51    | 65    | 18    |
| O. G. C. Niza II Francia        | 4.ª           | 2016-17       | 2     | 3     | 1     | —                | —                | —                | —                       | —                       | —                       | 2     | 3     | 1     |
| O. G. C. Niza II Francia        | Total club    | Total club    | 2     | 3     | 1     | 0                | 0                | 0                | 0                       | 0                       | 0                       | 2     | 3     | 1     |
| O. G. C. Niza Francia           | 1.ª           | 2016-17       | 3     | 1     | 2     | 2                | 5                | 0                | 1                       | 1                       | 0                       | 6     | 7     | 2     |
| O. G. C. Niza Francia           | 1.ª           | 2017-18       | 28    | 36    | 7     | 1                | 2                | 0                | 4                       | 6                       | 0                       | 33    | 44    | 7     |
| O. G. C. Niza Francia           | 1.ª           | 2018-19       | 35    | 29    | 16    | 3                | 6                | 1                | —                       | —                       | —                       | 38    | 35    | 17    |
| O. G. C. Niza Francia           | 1.ª           | 2019-20       | 26    | 36    | 4     | 3                | 3                | 1                | —                       | —                       | —                       | 29    | 39    | 5     |
| O. G. C. Niza Francia           | 1.ª           | 2020-21       | 38    | 53    | 9     | 2                | 3                | 0                | 5                       | 15                      | 1                       | 45    | 71    | 10    |
| O. G. C. Niza Francia           | 1.ª           | 2021-22       | 37    | 35    | 14    | —                | —                | —                | —                       | —                       | —                       | 37    | 35    | 14    |
| O. G. C. Niza Francia           | Total club    | Total club    | 167   | 190   | 52    | 11               | 19               | 2                | 10                      | 22                      | 1                       | 188   | 231   | 55    |
| PSV Eindhoven · Países Bajos    | 1.ª           | 2022-23       | 30    | 35    | 10    | 1                | 3                | 0                | 11                      | 12                      | 3                       | 42    | 50    | 13    |
| PSV Eindhoven · Países Bajos    | 1.ª           | 2023-24       | 33    | 20    | 18    | 1                | 0                | 1                | 12                      | 18                      | 1                       | 46    | 38    | 20    |
| PSV Eindhoven · Países Bajos    | 1.ª           | 2024-25       | 34    | 39    | 9     | 1                | 4                | 0                | 11                      | 21                      | 1                       | 46    | 64    | 10    |
| PSV Eindhoven · Países Bajos    | Total club    | Total club    | 97    | 94    | 37    | 3                | 7                | 1                | 34                      | 51                      | 5                       | 134   | 152   | 43    |
| Crystal Palace F. C. Inglaterra | 1.ª           | 2025-26       | 0     | 0     | 0     | —                | —                | —                | —                       | —                       | —                       | 0     | 0     | 0     |
| Crystal Palace F. C. Inglaterra | Total club    | Total club    | 0     | 0     | 0     | 0                | 0                | 0                | 0                       | 0                       | 0                       | 0     | 0     | 0     |
| Total carrera                   | Total carrera | Total carrera | 314   | 351   | 106   | 17               | 27               | 5                | 44                      | 73                      | 6                       | 375   | 451   | 117   |
| 1. 2. 3.                        |               |               |       |       |       |                  |                  |                  |                         |                         |                         |       |       |       |

### Selección nacional
Actualizado de acuerdo al último partido jugado el 26 de marzo de 2024.
| Selección          | Año               | Amistosos | Amistosos | Amistosos | Eliminatorias | Eliminatorias | Eliminatorias | Continental | Continental | Continental | Mundial | Mundial | Mundial | Total | Total | Total |
| Selección          | Año               | Part.     | G. R.     | V. I.     | Part.         | G. R.         | V. I.         | Part.       | G. R.       | V. I.       | Part.   | G. R.   | V. I.   | Part. | G. R. | V. I. |
| ------------------ | ----------------- | --------- | --------- | --------- | ------------- | ------------- | ------------- | ----------- | ----------- | ----------- | ------- | ------- | ------- | ----- | ----- | ----- |
| Sub-20 Argentina   | 2013              | —         | —         | —         | —             | —             | —             | 3           | 5           | 0           | —       | —       | —       | 3     | 5     | 0     |
| Sub-20 Argentina   | Total             | 0         | 0         | 0         | 0             | 0             | 0             | 3           | 5           | 0           | 0       | 0       | 0       | 3     | 5     | 0     |
| Absoluta Argentina | 2024              | 1         | 1         | 0         | —             | —             | —             | —           | —           | —           | —       | —       | —       | 1     | 1     | 0     |
| Absoluta Argentina | Total             | 1         | 1         | 0         | 0             | 0             | 0             | 0           | 0           | 0           | 0       | 0       | 0       | 1     | 1     | 0     |
| Total selecciones  | Total selecciones | 1         | 1         | 0         | 0             | 0             | 0             | 3           | 5           | 0           | 0       | 0       | 0       | 4     | 6     | 0     |
| 1.                 |                   |           |           |           |               |               |               |             |             |             |         |         |         |       |       |       |

## Palmarés

### Títulos nacionales
| Título                        | Club                 | País         | Año     |
| ----------------------------- | -------------------- | ------------ | ------- |
| Supercopa de los Países Bajos | PSV Eindhoven        | Países Bajos | 2022    |
| Copa de los Países Bajos      | PSV Eindhoven        | Países Bajos | 2022-23 |
| Supercopa de los Países Bajos | PSV Eindhoven        | Países Bajos | 2023    |
| Eredivisie                    | PSV Eindhoven        | Países Bajos | 2023-24 |
| Eredivisie                    | PSV Eindhoven        | Países Bajos | 2024-25 |
| Community Shield              | Crystal Palace F. C. | Inglaterra   | 2025    |